# Melomys cervinipes
Melomys cervinipes é uma espécie de roedor da família Muridae.
Apenas pode ser encontrada no nordeste da Austrália.
Estes ratos reproduzem-se de Novembro a Abril. Geralmente, nascem quatro ratinhos por ninhada.
São animais muito ativos e frequentemente descansam em árvores, em ninhos construídos com ervas e folhas desfiadas.